# Estimativa de frequência de Good-Turing
Estimativa de frequência Good-Turing é uma técnica estatística para prever a probabilidade de ocorrência de objetos pertencentes a um número de espécies desconhecidos, dado observações passadas desses objetos e suas espécies. (Desenhando bolas de uma urna, os "objetos" seriam bolas e  as "espécies" seriam as cores distintas das bolas (finitas mas desconhecidas em número). Depois de desenhar {\displaystyle R_{\text{red}}} bolas vermelhas, {\displaystyle R_{\text{black}}} bolas pretas e {\displaystyle R_{\text{green}}} bolas verdes, nós perguntaríamos qual é a probabilidade de desenhar a bola vermelha, a bola preta, a bola verde ou uma de uma cor ainda nao vista.)

## Acontecimentos históricos
A estimativa de frequência Good-Turgin foi desenvolvida por Alan Turing e seu assistente I. J. Good como parte de seus esforços na Bletchley Park para quebrar a cifra Alemanha para o Enigma (máquina) durante a Segunda Guerra Mundial. Turing primeiramente modelou as frequências como uma distribuição multinominal, mas a achou inexata. O algoritmo de suavização de Good desenvolvido para melhorar a precisão da estimativa.
A descoberta foi reconhecida como significante quando publicada por Good in 1953, but the calculations were difficult so it was not used as widely as it might have been. O método ganhou até alguma fama literária devido ao romance Enigma de Robert Harris.
Nos anos de 1990, Geoffrey Sampson trabalho com William A. Gale of AT&T, parar criar e implementar um variante simplificado e fácil de usar do método Good-Turing descrito abaixo.

## O método
A primeira notação e algumas estrutura de dados requeridas são definidas:
- Assumindo que X espécies distintas tenham sido observadas, numeradas x = 1, ..., X.
- Então o vetor frequência,  {\displaystyle {\bar {R}}}, tem elementos {\displaystyle R_{x}} que dão o número de indivíduos que foram observados para a espécie x.
- A frequência do vetor frequência, {\displaystyle (N_{r})_{r=0,1,\ldots }}, mostra quantas vezes a frequência r ocorre em um vetor R, i.e. entre os elementos {\displaystyle R_{x}}.

{\displaystyle N_{r}=|\{x|R_{x}=r\}|}
Por exemplo {\displaystyle N_{1}} é o número de espécies para o qual apenas 1 indivíduo foi observado. Perceba que o número total de objetos observadosN, não pode ser encontrado a partir de
{\displaystyle N=\sum _{r=1}^{\infty }rN_{r}.}
O primeiro passo no cálculo é achar uma estimativa para a probabilidade total de espécies não vistas. Essa estimativa é 
{\displaystyle p_{0}={\frac {N_{1}}{N}}.}
O próximo passo é achar uma estimativa de probabilidade para as espécies que foram vistas r vezes. Para uma 'única espécie esta estimativa é:
{\displaystyle p_{r}={\frac {(r+1)S(N_{r+1})}{NS(N_{r})}}.}
Para estimar a probabilidade de encontrar alguma espécie desse grupo (i.e., o grupo de espécies vistos r vezes) pode ser usada a seguinte fórmula:
{\displaystyle {\frac {(r+1)S(N_{r+1})}{N}}.}
Aqui, a notação {\displaystyle S()} significa o valor suavizado ou ajustado da frequência mostrada em parênteses.
Nós gostaríamos de fazer um gráfico de {\displaystyle \log N_{r}} versus {\displaystyle \log r} mas isso é problemático porque para r grandes muitas {\displaystyle N_{r}} serão zero. Em vez disso, uma quantidade revisada, {\displaystyle \log Z_{r}}, é colocada contra {\displaystyle \log r}, onde Zr é definida como
{\displaystyle Z_{r}={\frac {N_{r}}{0.5(t-q)}},}
e onde q, r e t são subscripts consecutivos tendo {\displaystyle N_{q},N_{r},N_{t}} não zero. Quando r é 1, tome q sendo 0. Quando r é a última frequência não-zero, tome t como 2r − q.
A suposição da estimativa de Good-Turing é que o número de ocorrências para cada espécie segue uma distribuição binária.
Uma regressão linear simples é então encaixada ao log-log do gráfico. Para pequenos valores de r é razoável para definir {\displaystyle S(N_{r})=N_{r}}
(isto é, nenhuma suavização é realizada), enquanto para grandes valores de r, valores de {\displaystyle S(N_{r})} são lidos da
linha de regressão. Um procedimento automático (não descrito aqui) pode ser usado para especificar em que ponto a troca de não-suavização para a suavização linear deve acontecer.[carece de fontes?]
O código para o método é avaliado em domínio público.[carece de fontes?]